# 圖庫梅區
6°30′56″S 79°50′45″W / 6.5156°S 79.8459°W
圖庫梅區（西班牙語：Distrito de Túcume），是秘魯的一個區，位於該國西北部蘭巴耶克大區的蘭巴耶克省，始建於1894年11月17日，面積67平方公里，海拔高度43米，2005年人口20,951，人口密度每平方公里310人。